# Ginnastica ritmica ai Giochi della XXIX Olimpiade - Concorso individuale

## Finale
| Posiz | Atleta                        | Fune        | Fune | Cerchio     | Cerchio | Clavette    | Clavette | Nastro      | Nastro | Totale |
| Posiz | Atleta                        | Pti         | Pen. | Pti         | Pen.    | Pti         | Pen.     | Pti         | Pen.   | Totale |
| ----- | ----------------------------- | ----------- | ---- | ----------- | ------- | ----------- | -------- | ----------- | ------ | ------ |
|       | Evgenija Kanaeva ( Russia)    | 18.850 (1)  | -    | 18.850 (1)  | -       | 18.950 (1)  | -        | 18.850 (1)  | 0.05   | 75.500 |
|       | Ina Žukava ( Bielorussia)     | 18.125 (3)  | -    | 18.125 (3)  | -       | 17.850 (3)  | -        | 17.825 (4)  | -      | 71.925 |
|       | Hanna Bezsonova ( Ucraina)    | 17.975 (4)  | -    | 17.775 (5)  | -       | 17.900 (2)  | -        | 18.225 (2)  | -      | 71.875 |
| 4     | Ol'ga Kapranova ( Russia)     | 18.200 (2)  | 0.10 | 18.500 (2)  | -       | 16.950 (8)  | -        | 18.050 (3)  | -      | 71.700 |
| 5     | Alija Jusipova ( Kazakistan)  | 17.825 (5)  | -    | 17.625 (6)  | -       | 17.650 (4)  | -        | 16.700 (7)  | -      | 69.800 |
| 6     | Aliya Garayeva ( Azerbaigian) | 17.750 (6)  | -    | 18.075 (4)  | -       | 17.225 (6)  | -        | 16.625 (8)  | -      | 69.675 |
| 7     | Natalija Hodunko ( Ucraina)   | 16.700 (8)  | 0.20 | 17.500 (7)  | -       | 17.525 (5)  | -        | 17.125 (5)  | -      | 68.850 |
| 8     | Almudena Cid ( Spagna)        | 17.000 (7)  | -    | 17.000 (9)  | -       | 17.150 (7)  | -        | 16.950 (6)  | -      | 68.100 |
| 9     | Irina Risenson ( Israele)     | 16.350 (9)  | 0.05 | 17.025 (8)  | -       | 16.850 (8)  | -        | 16.550 (9)  | -      | 66.775 |
| 10    | Simona Pejčeva ( Bulgaria)    | 15.975 (10) | 0.20 | 16.975 (10) | 0.05    | 16.775 (10) | -        | 15.750 (10) | -      | 65.475 |